# Bologna Football Club 1909 2020-2021
Questa voce raccoglie le informazioni riguardanti il Bologna Football Club 1909 nelle competizioni ufficiali della stagione 2020-2021.

## Stagione
La stagione 2020-2021 è stata la 74ª in Serie A del Bologna e la 90ª nel torneo di massima serie italiano. Allenato dal confermato Sinisa Mihajlovic ottiene 20 punti nel girone di andata e 21 nel ritorno. In totale con 42 punti ottiene il dodicesimo posto. Roberto Soriano alla terza stagione con i felsinei, con 9 reti risulta il miglior marcatore dei rossoblù, ancora buona la stagione del gambiano Musa Barrow che firma 8 reti. Nella Coppa Italia nel terzo turno il Bologna supera (2-0) la Reggina, poi nel quarto turno incrocia lo Spezia, che si impone (2-4) al Dall'Ara.

## Divise e sponsor
Per il ventesimo anno consecutivo lo sponsor tecnico per la stagione 2020-2021 è Macron. Il main sponsor è Facile Ristrutturare, per il primo anno; in questa stagione viene anche introdotto il second sponsor, stampato sulla parte superiore del petto: Selenella. Il back sponsor, nonché top partner, per il sesto anno consecutivo è Illumia; lo sleeve sponsor è Scala, al primo anno.
Per questa stagione il Bologna ha riproposto una maglia simile a quella della stagione 2019-2020 a cinque pali alternati rossi e blu, con l'aggiunta di piccole strisce verticali blu distaccate dai pali principali e la modifica sulle spalle, che le rende totalmente blu — così come le maniche — e le confina con il petto attraverso un semicerchio. Gli inserti sono di color platino, e si trovano sui bordi delle maniche e su entrambi i fianchi inferiori; anche il colletto a V in due sezioni è del medesimo colore. I pantaloncini sono blu con inserti laterali platino, mentre i calzettoni sono totalmente blu.
La seconda maglia è totalmente bianca sul petto, e platino scuro tendente al grigio su spalle e maniche, con la separazione tra le due colorazioni attuata mediante lo stesso semicerchio della prima casacca. Pantaloncini e calzettoni sono di color platino scuro con inserti rossoblù. Tutti gli inserti — compresa una metà del colletto — sono da un lato rossi e dall'altro blu.
La terza divisa segue la falsariga della seconda, con motivo principe un effetto melangiato con sfumature di grigio scuro e nero, e spalle e maniche nere. Sulla sommità del petto sono riportate due sottili strisce orizzontali rosso e blu; anche gli inserti sul fianco sono da un lato rosso e sull'opposto blu. I pantaloncini sono completamente neri — il cosiddetto total black — e i calzettoni sono neri con inserti rossoblù.
Le maglie del portiere sono state disegnate in modo identico a tutte le altre divise da portiere prodotte da Macron in questa stagione per altre squadre. Sui lati della maglia — ad incominciare dall'attacco inferiore della manica — si sviluppa una striscia grigio scuro rappresentante il logo dell'azienda dello stesso colore principale della casacca, mentre sul ventre si sono riportate numerose linee oblique di un colore più chiaro con diverse inclinazioni. Il colletto è rotondeggiante e diviso in due parti che partono dall'esterno, fino a puntare verso il centro dove diventano sempre più sottili e scompaiono; si trova inoltre un piccolo bordo scuro sulla fine delle maniche. I calzettoni si presentano con la parte del ginocchio grigio scura, mentre la restante superficie del colore dominante. La prima divisa ha come colore dominante il verde erba, invece la seconda una variante con tonalità più spenta del giallo scuolabus.
La terza scelta ricade invece su una casacca totalmente identica alla terza divisa utilizzata dai giocatori di movimento.
| Casa | Trasferta | Terza divisa | 1ª portiere | 2ª portiere | 3ª portiere |

## Organigramma societario
- Chairman: Joey Saputo
- Amministratore delegato: Claudio Fenucci
- Consiglio di amministrazione: Joe Marsilii, Anthony Rizza
- Presidente del Collegio Sindacale: Francesco Catenacci
- Collegio Sindacale: Renato Santini, Massimo Tamburini
- Direttore Amministrazione, Finanza e Controllo: Alessandro Gabrieli
- Amministrazione: Annalisa D'Amato, Roberta Dovesi, Jacopo Fornasari, Marika Gagliardi, Antonella Nicolini

Area organizzativa
- Segretario generale: Luca Befani
- Segretario sportivo: Daniel Maurizi
- Responsabile segreteria organizzativa: Federica Orlandi
- Segreteria organizzativa: Paolo Mazzitelli
- Team manager: Tommaso Fini
- Ufficio acquisti: Simona Verdecchia Tovoli
- Gestione personale: Daniela Fortini, Giuseppe Maselli
- Delegato sicurezza: Roberto Tassi
- Vice-Delegato sicurezza: Fabrizio Fieni

- Stadium Manager: Mirco Sandoni
- Custode stadio: Maurizio Savi
- Servizi logistici e trasporti: Gianpaolo Benni, Guido Cassanelli
- Magazzinieri: Matteo Campagna, Nicola Capelli, Davide Nicolini
- Lavanderia: Loredana De Luca, Rita Gandolfi, Debora Roncarati

Area comunicazione
- Responsabile: Carlo Caliceti
- Ufficio stampa sportivo: Federico Frassinella
- Ufficio stampa istituzionale: Gloria Gardini
- Web TV: Claudio Maria Cioffi, Gianluca Ciraolo
- Social Media Officer: Edoardo Collina

Area marketing
- Responsabile: Christoph Winterling
- Sponsorship Sales Manager: Andrea Battacchi
- Sponsorship & Head of Corporate Sales Manager: Enrico Forni
- Head of Merchandising and Licensing: Tommaso Giaretta
- Marketing Manager: Andrea Morando
- Marketing Area: Federica Furlan, Chiara Targa
- Kid's area: Angela Diciolla
- Senior & Social Project Area: Clara Simonini
- Responsabile biglietteria: Massimo Gabrielli
- Call center biglietteria: Riccardo Simione
- Biglietteria: Nadia Guidotti
- Centralino: Claudia Magnani, Matteo Molinari

- Coordinatore: Walter Sabatini
- Direttore sportivo: Riccardo Bigon
- Responsabile scouting: Marco Di Vaio
- Allenatore: Siniša Mihajlović
- Allenatore in seconda: Miroslav Tanjga
- Collaboratori tecnici: Diego Apicella, Renato Baldi, Emilio De Leo, Diego Raimondi
- Preparatore dei portieri: Luca Bucci
- Preparatori atletici: Massimiliano Marchesi, Stefano Pasquali, Nicolò Prandelli
- Match analyst: Davide Lamberti

Area sanitaria
- Responsabile: Gianni Nanni
- Medici sociali: Luca Bini, Giovanbattista Sisca
- Fisioterapisti: Luca Ghelli, Luca Govoni, Carmelo Sposato, Simone Spelorzi

## Rosa
Rosa aggiornata al 17 maggio 2021.
| N. |                        | Ruolo | Calciatore             |
| -- | ---------------------- | ----- | ---------------------- |
| 1  | Brasile (bandiera)     | P     | Angelo da Costa        |
| 3  | Scozia (bandiera)      | D     | Aaron Hickey           |
| 4  | Paesi Bassi (bandiera) | D     | Stefano Denswil        |
| 5  | Francia (bandiera)     | D     | Adama Soumaoro         |
| 6  | Argentina (bandiera)   | D     | Nehuén Paz             |
| 6  | Italia (bandiera)      | D     | Wisdom Amey            |
| 7  | Italia (bandiera)      | A     | Riccardo Orsolini      |
| 8  | Argentina (bandiera)   | C     | Nicolás Domínguez      |
| 9  | Paraguay (bandiera)    | A     | Federico Santander     |
| 10 | Italia (bandiera)      | A     | Nicola Sansone         |
| 11 | Danimarca (bandiera)   | A     | Andreas Skov Olsen     |
| 14 | Giappone (bandiera)    | D     | Takehiro Tomiyasu      |
| 15 | Senegal (bandiera)     | D     | Ibrahima Mbaye         |
| 16 | Italia (bandiera)      | C     | Andrea Poli (capitano) |
| 17 | Cile (bandiera)        | C     | Gary Medel             |
| 18 | Islanda (bandiera)     | C     | Andri Baldursson       |
| 19 | Italia (bandiera)      | A     | Simone Rabbi           |
| 20 | Canada (bandiera)      | P     | Sebastian Breza        |
| 21 | Italia (bandiera)      | C     | Roberto Soriano        |
| 22 | Nigeria (bandiera)     | C     | Kingsley Michael       |

| N. |                        | Ruolo | Calciatore                      |
| -- | ---------------------- | ----- | ------------------------------- |
| 23 | Brasile (bandiera)     | D     | Danilo                          |
| 24 | Argentina (bandiera)   | A     | Rodrigo Palacio (vice capitano) |
| 26 | Bulgaria (bandiera)    | D     | Valentin Antov                  |
| 28 | Polonia (bandiera)     | P     | Łukasz Skorupski                |
| 29 | Italia (bandiera)      | D     | Lorenzo De Silvestri            |
| 30 | Paesi Bassi (bandiera) | C     | Jerdy Schouten                  |
| 32 | Svezia (bandiera)      | C     | Mattias Svanberg                |
| 33 | Italia (bandiera)      | D     | Arturo Calabresi                |
| 34 | Italia (bandiera)      | P     | Federico Ravaglia               |
| 35 | Paesi Bassi (bandiera) | D     | Mitchell Dijks                  |
| 43 | Italia (bandiera)      | D     | Paolo Faragò                    |
| 44 | Italia (bandiera)      | A     | Mattia Pagliuca                 |
| 55 | Italia (bandiera)      | A     | Emanuel Vignato                 |
| 63 | Italia (bandiera)      | A     | Edoardo Vergani                 |
| 68 | Marocco (bandiera)     | D     | Omar Khailoti                   |
| 76 | Italia (bandiera)      | A     | Antonio Raimondo                |
| 80 | Gambia (bandiera)      | A     | Musa Juwara                     |
| 82 | Polonia (bandiera)     | C     | Kacper Urbański                 |
| 99 | Gambia (bandiera)      | A     | Musa Barrow                     |

## Calciomercato

### Sessione estiva(dall'1/9 al 5/10)
| Acquisti         | Acquisti              | Acquisti        | Acquisti                                                 |
| R.               | Nome                  | da              | Modalità                                                 |
| ---------------- | --------------------- | --------------- | -------------------------------------------------------- |
| P                | Sebastian Breza       | Potenza         | riscatto cartellino (0,175 milioni €)                    |
| P                | Federico Ravaglia     | Gubbio          | fine prestito                                            |
| D                | Luis Binks            | Montréal Impact | definitivo (0 €)                                         |
| D                | Arturo Calabresi      | Amiens          | fine prestito                                            |
| D                | Lorenzo De Silvestri  |                 | svincolato                                               |
| D                | Aaron Hickey          | Hearts          | definitivo (1,72 milioni €)                              |
| D                | Nehuén Paz            | Lecce           | fine prestito                                            |
| C                | Kingsley Michael      | Cremonese       | fine prestito                                            |
| A                | Edoardo Vergani       | Inter           | prestito oneroso (0,8 milioni €) con diritto di riscatto |
| A                | Emanuel Vignato       | Chievo          | fine prestito                                            |
| Altre operazioni |                       |                 |                                                          |
| R.               | Nome                  | da              | Modalità                                                 |
| P                | Antonio Prisco        | Tuttocuoio      | fine prestito                                            |
| P                | Antonio Santurro      | Sambenedettese  | fine prestito                                            |
| D                | Alessandro Bianconi   | Como            | fine prestito                                            |
| D                | Fabrizio Brignani     | Cesena          | fine prestito                                            |
| D                | Tommaso Cassandro     | Novara          | fine prestito                                            |
| D                | Hamza El Kaouakibi    | Piacenza        | fine prestito                                            |
| D                | Manuele Mele          | Sasso Marconi   | fine prestito                                            |
| D                | Matteo Montebugnoli   | Mezzolara       | fine prestito                                            |
| C                | Godfred Donsah        | Cercle Bruges   | fine prestito                                            |
| C                | César Falletti        | Club Tijuana    | fine prestito                                            |
| C                | Nicola Ghini          | Prato           | fine prestito                                            |
| C                | Hlynur Freyr Karlsson | Breiðablik      | prestito con diritto di riscatto                         |
| C                | Alessio Militari      | Renate          | fine prestito                                            |
| C                | Luca Rizzo            | Livorno         | fine prestito                                            |
| C                | Juan Manuel Valencia  | Reggio Audace   | fine prestito                                            |
| A                | Mattia Destro         | Genoa           | fine prestito                                            |
| A                | Diego Falcinelli      | Perugia         | fine prestito                                            |
| A                | Eric Lirussi          | Udinese         | definitivo (0,29 milioni €)                              |
| A                | Gabriel Mattiolo      | Imolese         | fine prestito                                            |
| A                | Emiliano Pattarello   | Arzignano       | fine prestito                                            |

| Cessioni         | Cessioni              | Cessioni        | Cessioni                                                                    |
| R.               | Nome                  | a               | Modalità                                                                    |
| ---------------- | --------------------- | --------------- | --------------------------------------------------------------------------- |
| P                | Fallou Sarr           | Ascoli          | prestito con diritto di riscatto e controriscatto (0,25 milioni €)          |
| D                | Mattia Bani           | Genoa           | prestito con obbligo di riscatto (5 milioni €)                              |
| D                | Luis Binks            | Montréal Impact | prestito semestrale                                                         |
| D                | Federico Bonini       | Entella         | fine prestito                                                               |
| D                | Gabriele Corbo        | Ascoli          | prestito con diritto di riscatto e controriscatto (0,8 milioni €)           |
| C                | Ladislav Krejčí       | Sparta Praga    | definitivo (1 milione €)                                                    |
| A                | Gianmarco Cangiano    | Ascoli          | prestito con diritto di riscatto e controriscatto                           |
| A                | Musa Juwara           | Boavista        | prestito con diritto di riscatto (7 milioni €)                              |
| Altre operazioni |                       |                 |                                                                             |
| R.               | Nome                  | a               | Modalità                                                                    |
| P                | Thomas Fantoni        | Cjarlins Muzane | definitivo                                                                  |
| P                | Antonio Santurro      | Catania         | prestito                                                                    |
| D                | Giuseppe Agyemang     | Lentigione      | definitivo                                                                  |
| D                | Alessandro Bianconi   | Gozzano         | definitivo                                                                  |
| D                | Gabriele Boloca       | Juventus U23    | fine prestito                                                               |
| D                | Fabrizio Brignani     | Vis Pesaro      | prestito                                                                    |
| D                | Tommaso Cassandro     | Cittadella      | definitivo con diritto di riacquisto nella stagione 2022-2023 (1 milione €) |
| D                | Hamza El Kaouakibi    | Südtirol        | prestito                                                                    |
| D                | Lirim Kastrati        | Újpest          | definitivo                                                                  |
| D                | Riccardo Martimbianco | Piacenza        | definitivo                                                                  |
| D                | Manuele Mele          | Imolese         | definitivo                                                                  |
| D                | Roberto Saputo        | Piacenza        | definitivo (0,05 milioni €)                                                 |
| D                | Elia Visconti         | Piacenza        | prestito                                                                    |
| C                | Godfred Donsah        | Çaykur Rizespor | prestito                                                                    |
| C                | César Falletti        | Ternana         | prestito biennale con obbligo di riscatto (1,4 milioni €)                   |
| C                | Nicola Ghini          |                 | svincolato                                                                  |
| C                | Leonardo Mazza        | Mantova         | prestito                                                                    |
| C                | Alessio Militari      | Mantova         | prestito                                                                    |
| C                | Luca Rizzo            |                 | svincolato                                                                  |
| A                | Alex Cossalter        | Ravenna         | prestito                                                                    |
| A                | Mattia Destro         |                 | svincolato                                                                  |
| A                | Diego Falcinelli      | Stella Rossa    | prestito biennale con diritto di riscatto (1 milione €)                     |
| A                | Kalojan Krăstev       | Slavia Sofia    | riscatto cartellino                                                         |
| A                | Īlias Koutsoupias     | Entella         | fine prestito                                                               |
| A                | Gabriel Mattiolo      | Imolese         | prestito                                                                    |
| A                | Emiliano Pattarello   |                 | svincolato                                                                  |
| A                | Kristo Shehu          | Panathīnaïkos   | fine prestito                                                               |
| A                | Leonardo Stanzani     | Pontedera       | prestito                                                                    |

### Sessione invernale(dal 4/1 all'1/2)
| Acquisti         | Acquisti         | Acquisti       | Acquisti                                                               |
| R.               | Nome             | da             | Modalità                                                               |
| ---------------- | ---------------- | -------------- | ---------------------------------------------------------------------- |
| D                | Valentin Antov   | CSKA Sofia     | prestito oneroso (0,5 milioni €) con obbligo di riscatto (3 milioni €) |
| D                | Paolo Faragò     | Cagliari       | prestito con diritto di riscatto (1,8 milioni €)                       |
| D                | Adama Soumaoro   | Lilla          | prestito con diritto di riscatto (1,8 milioni €)                       |
| C                | Kacper Urbański  | Lechia Danzica | prestito con obbligo di riscatto (0,75 milioni €)                      |
| A                | Musa Juwara      | Boavista       | risoluzione prestito                                                   |
| Altre operazioni |                  |                |                                                                        |
| R.               | Nome             | da             | Modalità                                                               |
| D                | Federico Tosi    | Mantova        | prestito                                                               |
| C                | Botond Bartha    | Honvéd         | prestito oneroso con diritto di riscatto                               |
| C                | Raffaele Maresca | Cosenza        | prestito                                                               |
| A                | Alex Cossalter   | Ravenna        | risoluzione prestito                                                   |
| A                | Orji Okwonkwo    | CF Montréal    | fine prestito                                                          |

| Cessioni         | Cessioni         | Cessioni     | Cessioni                                         |
| R.               | Nome             | a            | Modalità                                         |
| ---------------- | ---------------- | ------------ | ------------------------------------------------ |
| D                | Arturo Calabresi | Cagliari     | prestito con diritto di riscatto (1,8 milioni €) |
| D                | Stefano Denswil  | Club Bruges  | prestito                                         |
| D                | Nehuén Paz       | Kayserispor  | prestito                                         |
| C                | Kingsley Michael | Reggina      | prestito                                         |
| Altre operazioni |                  |              |                                                  |
| R.               | Nome             | a            | Modalità                                         |
| D                | Mattia Bani      | Genoa        | riscatto cartellino (5 milioni €)                |
| A                | Alex Cossalter   | Union Feltre | prestito                                         |
| A                | Eric Lirussi     |              | svincolato                                       |
| A                | Orji Okwonkwo    | Reggina      | prestito                                         |

### Operazioni esterne alle sessioni
| Cessioni | Cessioni             | Cessioni        | Cessioni               |
| R.       | Nome                 | a               | Modalità               |
| -------- | -------------------- | --------------- | ---------------------- |
| P        | Sebastian Breza      | CF Montréal     | prestito               |
| D        | Luis Binks           | Montréal Impact | prolungamento prestito |
| C        | Juan Manuel Valencia | Baltika         | prestito               |
| A        | Lassi Lappalainen    | Montréal Impact | prolungamento prestito |

## Risultati

### Serie A

#### Girone di andata
| Arbitro: | La Penna (Roma) |

|                             |           |  |
| Ibrahimović 35’, 50’ (rig.) | Marcatori |  |

| Arbitro: | Valeri (Roma) |

|                                               |           |             |
| Soriano 16’, 30’ Skov Olsen 56’ Palacio 90+1’ | Marcatori | 67’ Hernani |

| Arbitro: | Sozza (Seregno) |

|              |           |  |
| Lapadula 66’ | Marcatori |  |

| Arbitro: | Doveri (Roma) |

|                                      |           |                                                        |
| Soriano 9’ Svanberg 39’ Orsolini 60’ | Marcatori | 18’ Berardi 64’ Đuričić 70’ Caputo 77’ (aut.) Tomiyasu |

| Arbitro: | Irrati (Pistoia) |

|                               |           |                    |
| Luis Alberto 54’ Immobile 76’ | Marcatori | 90+1’ De Silvestri |

| Arbitro: | Fabbri (Ravenna) |

|                             |           |                            |
| Barrow 45’, 56’ Soriano 52’ | Marcatori | 15’ João Pedro 47’ Simeone |

| Arbitro: | Pasqua (Tivoli) |

|  |           |             |
|  | Marcatori | 23’ Osimhen |

| Arbitro: | Marinelli (Tivoli) |

|            |           |                                |
| Thorsby 7’ | Marcatori | 44’ (aut.) Regini 52’ Orsolini |

| Arbitro: | Serra (Torino) |

|               |           |  |
| Soriano 45+2’ | Marcatori |  |

| Arbitro: | Valeri (Roma) |

|                            |           |             |
| Lukaku 16’ Hakimi 45’, 70’ | Marcatori | 67’ Vignato |

| Arbitro: | Calvarese (Teramo) |

|                      |           |                                                                         |
| Cristante 24’ (aut.) | Marcatori | 5’ (aut.) Poli 10’ Džeko 15’ Lo. Pellegrini 35’ Veretout 44’ Mxit'aryan |

| Arbitro: | Giacomelli (Trieste) |

|                |           |                            |
| Nzola 19’, 63’ | Marcatori | 72’ Domínguez 90+2’ Barrow |

| Arbitro: | Pasqua (Tivoli) |

|           |           |             |
| Verdi 69’ | Marcatori | 78’ Soriano |

| Arbitro: | Chiffi (Padova) |

|                      |           |                        |
| Tomiyasu 73’ Paz 82’ | Marcatori | 22’ (rig.), 23’ Muriel |

| Firenze 3 gennaio 2021, ore 15:00 CET 15ª giornata | Fiorentina     | 0 – 0 referto | Bologna | Stadio Artemio Franchi (0 spett.)\| Arbitro: \| Orsato (Schio) \| |
| Arbitro:                                           | Orsato (Schio) |               |         |                                                                   |

| Arbitro: | Ayroldi (Molfetta) |

|                           |           |                          |
| Tomiyasu 19’ Svanberg 40’ | Marcatori | 34’ Pereyra 90+2’ Arslan |

| Arbitro: | Doveri (Roma) |

|                     |           |  |
| Zajc 44’ Destro 55’ | Marcatori |  |

| Arbitro: | Mariani (Aprilia) |

|                     |           |  |
| Orsolini 19’ (rig.) | Marcatori |  |

| Arbitro: | Sacchi (Macerata) |

|                         |           |  |
| Arthur 15’ McKennie 71’ | Marcatori |  |

#### Girone di ritorno
| Arbitro: | Doveri (Roma) |

|          |           |                             |
| Poli 81’ | Marcatori | 26’ Rebić 55’ (rig.) Kessié |

| Arbitro: | Guida (Torre Annunziata) |

|  |           |                                |
|  | Marcatori | 15’, 33’ Barrow 90+2’ Orsolini |

| Arbitro: | Ghersini (Genova) |

|            |           |              |
| Sansone 1’ | Marcatori | 60’ N. Viola |

| Arbitro: | La Penna (Roma) |

|            |           |             |
| Caputo 52’ | Marcatori | 17’ Soriano |

| Arbitro: | Giacomelli (Trieste) |

|                       |           |  |
| Mbaye 19’ Sansone 64’ | Marcatori |  |

| Arbitro: | Di Bello (Brindisi) |

|            |           |  |
| Rugani 19’ | Marcatori |  |

| Arbitro: | Chiffi (Padova) |

|                                |           |             |
| L. Insigne 8’, 76’ Osimhen 65’ | Marcatori | 73’ Soriano |

| Arbitro: | Irrati (Pistoia) |

|                                     |           |                  |
| Barrow 27’ Svanberg 41’ Soriano 70’ | Marcatori | 37’ Quagliarella |

| Arbitro: | Fourneau (Roma) |

|                             |           |                                          |
| Messias 32’ Simy 40’ (rig.) | Marcatori | 62’ Soumaoro 70’ Schouten 84’ Skov Olsen |

| Arbitro: | Giacomelli (Trieste) |

|  |           |            |
|  | Marcatori | 32’ Lukaku |

| Arbitro: | Guida (Torre Annunziata) |

|             |           |  |
| Mayoral 44’ | Marcatori |  |

| Arbitro: | Piccinini (Forlì) |

|                                                  |           |             |
| Orsolini 12’ (rig.) Barrow 18’ Svanberg 54’, 60’ | Marcatori | 34’ Ismajli |

| Arbitro: | Marini (Roma) |

|            |           |                |
| Barrow 25’ | Marcatori | 58’ Mandragora |

| Arbitro: | Fabbri (Ravenna) |

|                                                                           |           |  |
| Malinovs'kyj 22’ Muriel 44’ (rig.) Freuler 57’ D. Zapata 59’ Mirančuk 73’ | Marcatori |  |

| Arbitro: | Dionisi (L'Aquila) |

|                       |           |                                          |
| Palacio 31’, 71’, 84’ | Marcatori | 22’ (rig.), 73’ Vlahovic 64’ Bonaventura |

| Arbitro: | Santoro (Messina) |

|             |           |                     |
| De Paul 23’ | Marcatori | 82’ (rig.) Orsolini |

| Arbitro: | Fourneau (Roma) |

|  |           |                                    |
|  | Marcatori | 13’ Zappacosta 61’ (rig.) Scamacca |

| Arbitro: | Marchetti (Ostia Lido) |

|                        |           |                              |
| Faraoni 2’ Kalinić 53’ | Marcatori | 32’ De Silvestri 82’ Palacio |

| Arbitro: | Valeri (Roma) |

|              |           |                                      |
| Orsolini 85’ | Marcatori | 6’ Chiesa 29’, 47’ Morata 45’ Rabiot |

### Coppa Italia

#### Prima fase
| Arbitro: | Manganiello (Pinerolo) |

|                          |           |  |
| Vignato 70’ Orsolini 72’ | Marcatori |  |

| Arbitro: | Volpi (Arezzo) |

|                           |           |                                           |
| Barrow 13’ Orsolini 45+1’ | Marcatori | 5’ Piccoli 64’ Farias 100’, 119’ Maggiore |

## Statistiche

### Statistiche di squadra
Statistiche aggiornate al 23 maggio 2021.
| Competizione | Punti | In casa | In casa | In casa | In casa | In casa | In casa | In trasferta | In trasferta | In trasferta | In trasferta | In trasferta | In trasferta | Totale | Totale | Totale | Totale | Totale | Totale | DR  |
| Competizione | Punti | G       | V       | N       | P       | Gf      | Gs      | G            | V            | N            | P            | Gf           | Gs           | G      | V      | N      | P      | Gf     | Gs     | DR  |
| ------------ | ----- | ------- | ------- | ------- | ------- | ------- | ------- | ------------ | ------------ | ------------ | ------------ | ------------ | ------------ | ------ | ------ | ------ | ------ | ------ | ------ | --- |
| Serie A      | 41    | 19      | 7       | 5       | 7       | 33      | 33      | 19           | 3            | 6            | 10           | 18           | 32           | 38     | 10     | 11     | 17     | 51     | 65     | -14 |
| Coppa Italia | -     | 2       | 1       | 0       | 1       | 4       | 4       | 0            | 0            | 0            | 0            | 0            | 0            | 2      | 1      | 0      | 1      | 4      | 4      | 0   |
| Totale       | -     | 22      | 8       | 5       | 8       | 37      | 37      | 19           | 3            | 6            | 10           | 18           | 32           | 40     | 11     | 11     | 18     | 55     | 69     | -14 |

### Andamento in campionato
| Giornata  | 1 | 2 | 3  | 4  | 5  | 6  | 7  | 8  | 9  | 10 | 11 | 12 | 13 | 14 | 15 | 16 | 17 | 18 | 19 | 20 | 21 | 22 | 23 | 24 | 25 | 26 | 27 | 28 | 29 | 30 | 31 | 32 | 33 | 34 | 35 | 36 | 37 | 38 |
| --------- | - | - | -- | -- | -- | -- | -- | -- | -- | -- | -- | -- | -- | -- | -- | -- | -- | -- | -- | -- | -- | -- | -- | -- | -- | -- | -- | -- | -- | -- | -- | -- | -- | -- | -- | -- | -- | -- |
| Luogo     | T | C | T  | C  | T  | C  | C  | T  | C  | T  | C  | T  | T  | C  | T  | C  | T  | C  | T  | C  | T  | C  | T  | C  | T  | T  | C  | T  | C  | T  | C  | C  | T  | C  | T  | C  | T  | C  |
| Risultato | P | V | P  | P  | P  | V  | P  | V  | V  | P  | P  | N  | N  | N  | N  | N  | P  | V  | P  | P  | V  | N  | N  | V  | P  | P  | V  | V  | P  | P  | V  | N  | P  | N  | N  | P  | N  | P  |
| Posizione | 9 | 6 | 11 | 16 | 17 | 13 | 14 | 12 | 10 | 10 | 12 | 13 | 14 | 13 | 12 | 12 | 13 | 12 | 13 | 15 | 13 | 12 | 12 | 11 | 12 | 12 | 12 | 11 | 11 | 11 | 11 | 11 | 12 | 11 | 12 | 11 | 11 | 12 |

Fonte:  Serie A – Classifiche, su sport.sky.it, Sky Sport. URL consultato il 21 settembre 2020.
Legenda:

Luogo: C = Casa; T = Trasferta. Risultato: V = Vittoria; N = Pareggio; P = Sconfitta.

### Statistiche dei giocatori
| Giocatore       | Serie A  | Serie A | Serie A     | Serie A    | Coppa Italia | Coppa Italia | Coppa Italia | Coppa Italia | Totale   | Totale | Totale      | Totale     |
| Giocatore       | Presenze | Reti    | Ammonizioni | Espulsioni | Presenze     | Reti         | Ammonizioni  | Espulsioni   | Presenze | Reti   | Ammonizioni | Espulsioni |
| --------------- | -------- | ------- | ----------- | ---------- | ------------ | ------------ | ------------ | ------------ | -------- | ------ | ----------- | ---------- |
| W. Amey         | 1        | 0       | 0           | 0          | -            | -            | -            | -            | 1        | 0      | 0           | 0          |
| V. Antov        | 5        | 0       | 1           | 0          | -            | -            | -            | -            | 5        | 0      | 1           | 0          |
| A. Baldursson   | 8        | 0       | 2           | 0          | 1            | 0            | 0            | 0            | 9        | 0      | 2           | 0          |
| M. Barrow       | 38       | 8       | 0           | 0          | 2            | 1            | 0            | 0            | 40       | 9      | 0           | 0          |
| S. Breza        | 0        | -0      | 0           | 0          | -            | -            | -            | -            | 0        | -0     | 0           | 0          |
| A. Calabresi    | 1        | 0       | 0           | 0          | 1            | 0            | 0            | 0            | 2        | 0      | 0           | 0          |
| A. da Costa     | 6        | -9      | 2           | 0          | 2            | -4           | 0            | 0            | 8        | -13    | 2           | 0          |
| Danilo          | 35       | 0       | 8           | 0          | 0            | 0            | 0            | 0            | 35       | 0      | 8           | 0          |
| L. De Silvestri | 29       | 2       | 4           | 0          | 1            | 0            | 0            | 0            | 30       | 2      | 4           | 0          |
| S. Denswil      | 5        | 0       | 0           | 0          | 2            | 0            | 0            | 0            | 7        | 0      | 0           | 0          |
| M. Dijks        | 20       | 0       | 7           | 1          | -            | -            | -            | -            | 20       | 0      | 7           | 1          |
| N. Domínguez    | 28       | 1       | 8           | 0          | 2            | 0            | 1            | 0            | 30       | 1      | 9           | 0          |
| P. Faragò       | 1        | 0       | 0           | 0          | -            | -            | -            | -            | 1        | 0      | 0           | 0          |
| A. Hickey       | 11       | 0       | 3           | 1          | 1            | 0            | 0            | 0            | 12       | 0      | 3           | 1          |
| M. Juwara       | 5        | 0       | 1           | 0          | -            | -            | -            | -            | 5        | 0      | 1           | 0          |
| I. Mbaye        | 8        | 1       | 2           | 0          | 1            | 0            | 0            | 0            | 9        | 1      | 2           | 0          |
| G. Medel        | 11       | 0       | 1           | 0          | 1            | 0            | 1            | 0            | 12       | 0      | 2           | 0          |
| O. Khailoti     | 1        | 0       | 0           | 0          | -            | -            | -            | -            | 1        | 0      | 0           | 0          |
| Kingsley M.     | 0        | 0       | 0           | 0          | 1            | 0            | 1            | 0            | 1        | 0      | 1           | 0          |
| R. Orsolini     | 34       | 7       | 0           | 0          | 2            | 2            | 0            | 0            | 36       | 9      | 0           | 0          |
| M. Pagliuca     | 1        | 0       | 0           | 0          | -            | -            | -            | -            | 1        | 0      | 0           | 0          |
| R. Palacio      | 36       | 5       | 5           | 0          | 1            | 0            | 0            | 0            | 37       | 5      | 5           | 0          |
| N. Paz          | 6        | 1       | 0           | 0          | 1            | 0            | 0            | 0            | 7        | 1      | 0           | 0          |
| A. Poli         | 18       | 1       | 1           | 0          | 1            | 0            | 0            | 0            | 19       | 1      | 1           | 0          |
| S. Rabbi        | 4        | 0       | 0           | 0          | 1            | 0            | 0            | 0            | 5        | 0      | 0           | 0          |
| A. Raimondo     | 1        | 0       | 0           | 0          | -            | -            | -            | -            | 1        | 0      | 0           | 0          |
| F. Ravaglia     | 4        | -10     | 0           | 0          | 0            | -0           | 0            | 0            | 4        | -10    | 0           | 0          |
| N. Sansone      | 26       | 2       | 2           | 0          | 2            | 0            | 2            | 0            | 28       | 2      | 4           | 0          |
| F. Santander    | 4        | 0       | 0           | 0          | 1            | 0            | 0            | 0            | 5        | 0      | 0           | 0          |
| J. Schouten     | 34       | 1       | 8           | 1          | 1            | 0            | 0            | 0            | 35       | 1      | 8           | 1          |
| Ł. Skorupski    | 28       | -46     | 1           | 0          | 0            | -0           | 0            | 0            | 28       | -46    | 1           | 0          |
| A. Skov Olsen   | 26       | 2       | 1           | 0          | -            | -            | -            | -            | 26       | 2      | 1           | 0          |
| R. Soriano      | 37       | 9       | 5           | 0          | 2            | 0            | 1            | 0            | 39       | 9      | 6           | 0          |
| A. Soumaoro     | 20       | 1       | 4           | 0          | -            | -            | -            | -            | 20       | 1      | 4           | 0          |
| M. Svanberg     | 34       | 5       | 8           | 1          | 1            | 0            | 0            | 0            | 35       | 5      | 8           | 1          |
| T. Tomiyasu     | 31       | 2       | 4           | 0          | 2            | 0            | 0            | 0            | 33       | 2      | 4           | 0          |
| K. Urbański     | 1        | 0       | 0           | 0          | -            | -            | -            | -            | 1        | 0      | 0           | 0          |
| E. Vergani      | 1        | 0       | 0           | 0          | -            | -            | -            | -            | 1        | 0      | 0           | 0          |
| E. Vignato      | 31       | 1       | 4           | 0          | 2            | 1            | 0            | 0            | 33       | 2      | 4           | 0          |

## Giovanili

### Organigramma
- Responsabile: Daniele Corazza
- Segretario Settore Giovanile: Daniel Maurizi
- Coordinatore Settore Giovanile e responsabile BFC365: Davide Cioni
- Direttore sportivo Primavera: Riccardo Bigon
- Responsabile scouting: Marco Di Vaio

Area organizzativa
- Psicologi: Paola Tomasotti, Silvia Brotto
- Magazziniere: Antonio Labianca

Scuola Calcio
- Responsabile Scuola Calcio: Valerio Chiatti
- Responsabile attività di base: Alessandro Ramello

Area tecnica - Primavera
- Allenatore: Luciano Zauri
- Allenatore in seconda: Diego Pérez
- Collaboratori tecnici: Filippo Ceglia, Christian Zucchini
- Team manager: Pierluigi Guadagnini
- Preparatore atletico: Mattia Bigi
- Preparatore portieri: Andrea Sentimenti
- Medico sociale: Riccardo Di Miceli
- Fisioterapista: Juan Manuel Parafita

Area tecnica - Under 17
- Allenatore: Luca Vigiani
- Allenatore in seconda: Andrea Bellucco
- Preparatore Atletico: Lorenzo Pitino
- Preparatore portieri: Andrea Sentimenti

Area tecnica - Under 16
- Allenatore: Denis Biavati
- Allenatore in seconda: Massimo Ventura
- Preparatore atletico: Giuseppe Baglio
- Preparatore portieri: Filippo Pancaldi

- Allenatore: Francesco Morara
- Allenatore in seconda: Marco Bertacchi
- Collaboratore tecnico: Francesco Della Rocca
- Preparatore atletico: Francesco Granato
- Preparatore portieri: Filippo Pancaldi

Area tecnica - Under 14
- Allenatore: Paolo Magnani
- Allenatore in seconda: Christian Barca
- Preparatore atletico: Michelangelo Piccolo
- Preparatore portieri: Oriano Boschin

Area tecnica - Under 13 A
- Allenatore: Juan Solivellas
- Allenatore in seconda: Giuseppe Taccogna

Area tecnica - Under 13 B
- Allenatore: Leonardo Tigrini
- Allenatore in seconda: Alfonso Lobascio

Area tecnica - Under 12
- Allenatori: Danilo Collina, Matteo Scaglioni

Area tecnica - Under 11
- Allenatori: Filippo Zanzani, Fabio Cino

Area tecnica - Under 10
- Allenatori: Nicolò Mazzanti, Matteo Gigantino

Area tecnica - Under 9
- Allenatori: Mirko Corsolini, Fabio Montebugnoli

### Piazzamenti
- Primavera:
  - Campionato: 13º[69][70]
  - Coppa Italia: Ottavi di finale[70]
- Under 17: 
  - Campionato: Semifinalista[70]
- Under 16:
  - Campionato: Test Match[70][71]
- Under 15:
  - Campionato: Test Match[70][71]